# Personel obozu zagłady w Sobiborze

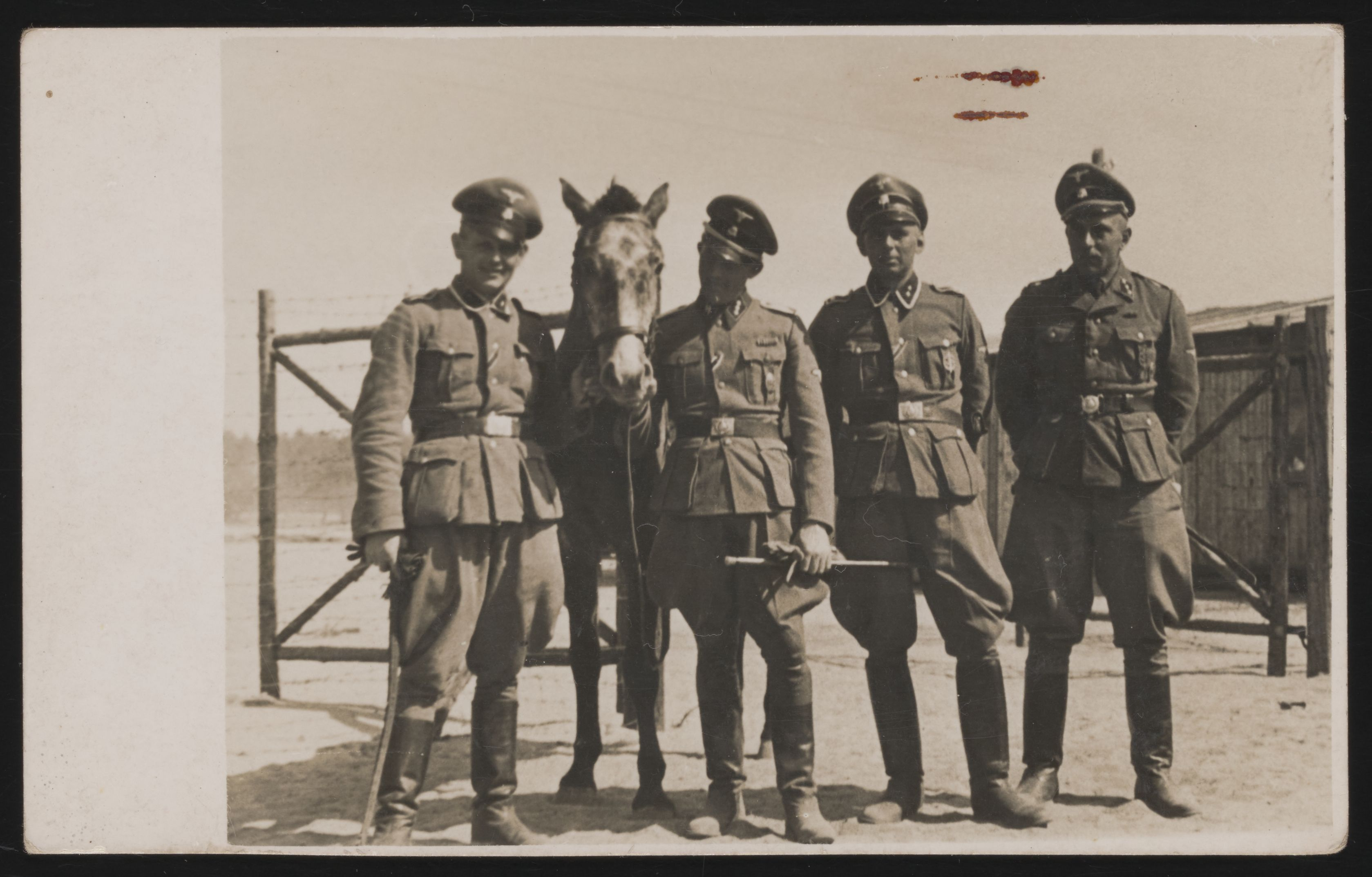
Członkowie załogi Sobiboru pozujący do zdjęcia na terenie tzw. obozu II. Widoczni m.in. Rudolf Beckmann (pierwszy z lewej) i Johann Niemann (drugi z lewej)

Personel obozu zagłady w Sobiborze – kadra zarządzająca, strażnicy oraz personel administracyjny niemieckiego nazistowskiego obozu zagłady w Sobiborze.

## Personel niemiecki

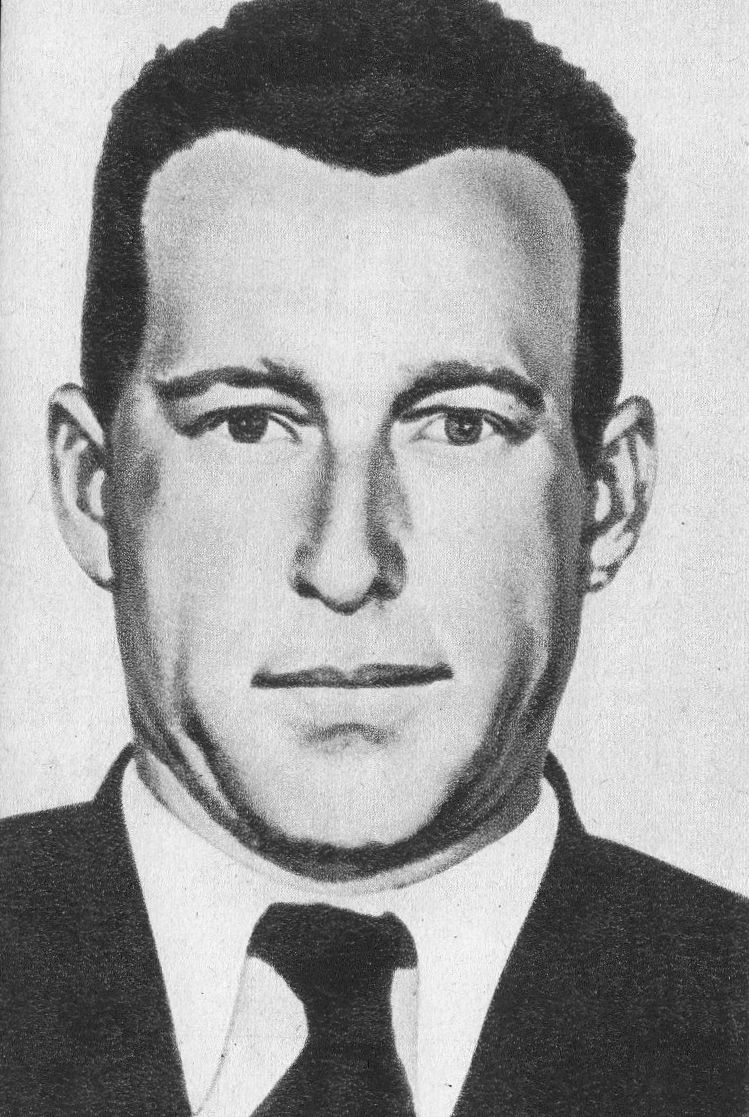
SS-Obersturmführer Franz Stangl, pierwszy komendant obozu zagłady w Sobiborze

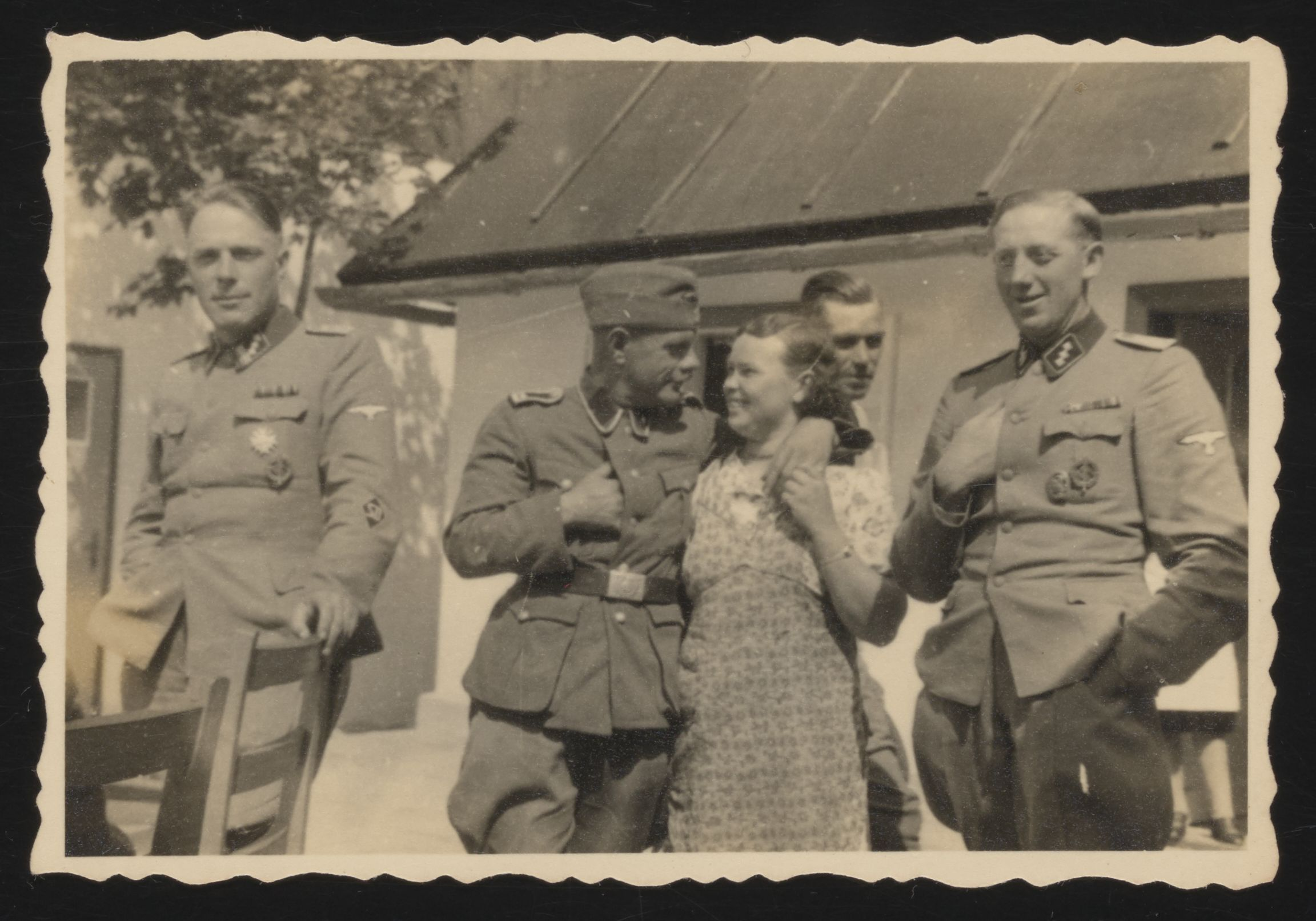
Franz Reichleitner – komendant obozu od września 1942 roku (z lewej), Erich Bauer – operator komory gazowej (w środku), Johann Niemann (z prawej) przed obozowym kasynem

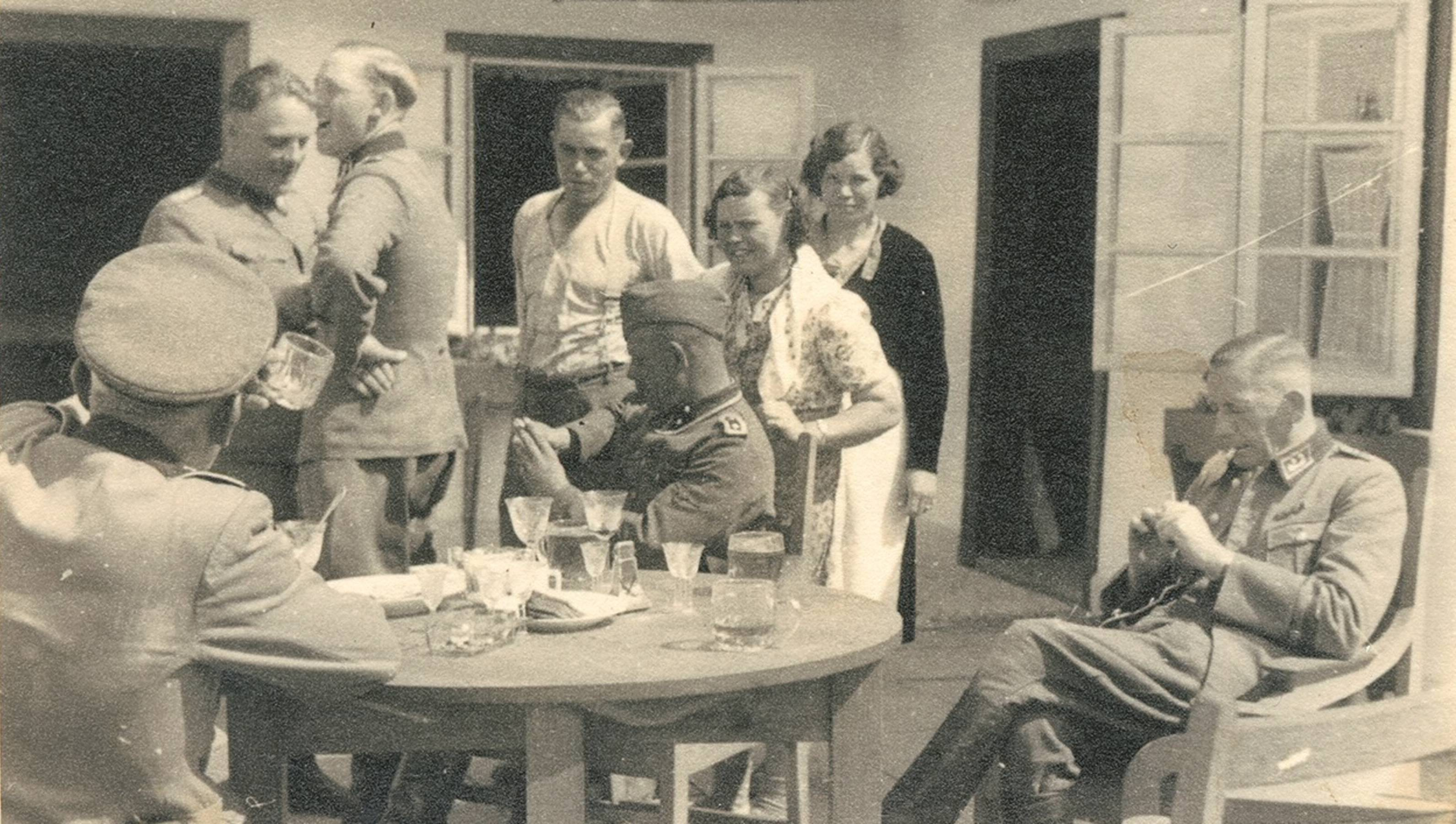
Grupa członków załogi sfotografowana w obozowym kasynie

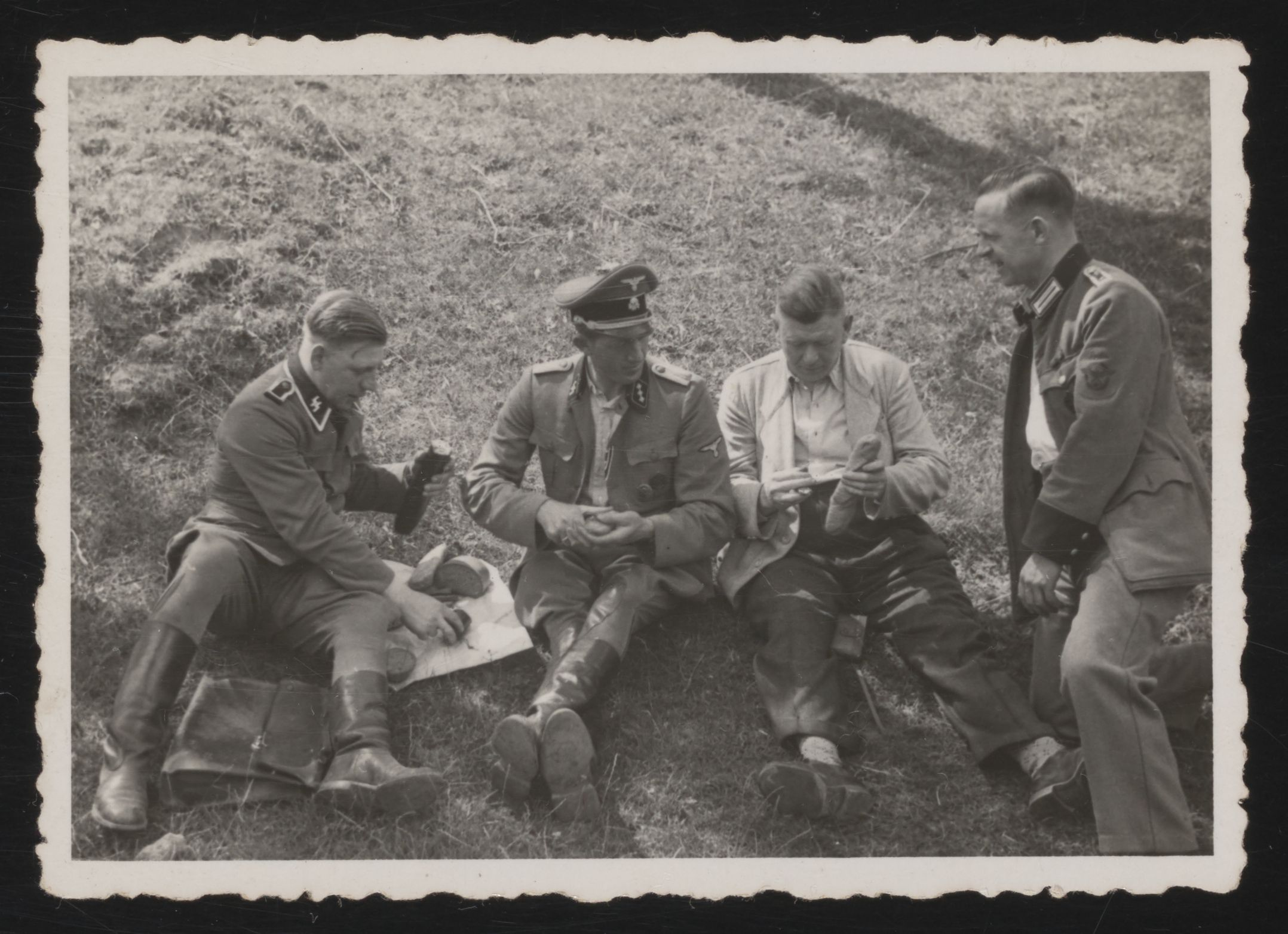
Grupa członków obozowej załogi na wycieczce w okolicach Berlina. Na zdjęciu widoczni m.in. Hubert Gomerski (pierwszy z lewej) i Johann Niemann (drugi z lewej)

Kadrę zarządzającą w ośrodku zagłady w Sobiborze stanowili funkcjonariusze SS – Niemcy i Austriacy. Przeciętnie w obozie służyło ich około 25–30 jednocześnie. Niemiecki personel podlegał częstej rotacji. Łącznie przez Sobibór przewinęło się około stu esesmanów, z czego osiemdziesięciu sześciu udało się zidentyfikować.
Niemiecką załogę stanowili w większości pracownicy Kancelarii Führera, którzy uprzednio uczestniczyli w akcji T4, czyli eksterminacji osób chorych psychicznie i niepełnosprawnych umysłowo. W związku z oddelegowaniem do personelu akcji „Reinhardt” otrzymali oni oficerskie lub podoficerskie stopnie SS. Pod względem personalnym podlegali nadal Kancelarii, natomiast pod względem operacyjnym ich przełożonym był SS-Brigadeführer Odilo Globocnik – dowódca SS i Policji na dystrykt lubelski, a zarazem kierownik akcji „Reinhardt”. W szeregach załogi Sobiboru znajdowało się w szczególności wielu pracowników ośrodka „eutanazji” na zamku Hartheim. Do tamtejszego personelu należeli m.in. obaj komendanci obozu. 
Członkowie niemieckiej załogi nosili mundury Waffen-SS. Byli uzbrojeni w broń krótką i pistolety maszynowe. Wyposażono ich także w pejcze.
Funkcję komendanta obozu pełnili kolejno:
- SS-Obersturmführer Franz Stangl – z zawodu policjant, z pochodzenia Austriak. Weteran akcji T4, podczas której służył w ośrodku „eutanazji” na zamku Hartheim. Był komendantem Sobiboru od końca kwietnia do końca sierpnia 1942 roku[8]. Zyskał wówczas opinię sprawnego organizatora, dzięki czemu dowództwo akcji „Reinhardt” powierzyło mu kierowanie obozem zagłady w Treblince, gdy proces eksterminacji uległ tam załamaniu z powodu niekompetencji dotychczasowo komendanta, Irmfrieda Eberla[9]. Wiosną 1943 roku został awansowany do stopnia Hauptsturmführera; w uzasadnieniu wniosku awansowego SS-Brigadeführer Globocnik uznał go za swojego „najlepszego komendanta obozu”[10].
- SS-Obersturmführer Franz Reichleitner – z pochodzenia Austriak, przed wybuchem wojny służył w Gestapo w Linzu. Podobnie jak Stangl był weteranem akcji T4 i pracował w ośrodku „eutanazji” na zamku Hartheim[11]. We wrześniu 1942 roku zastąpił Stangla na stanowisku komendanta Sobiboru[12]. Wiosną 1943 roku został awansowany do stopnia Hauptsturmführera. Funkcję komendanta pełnił do momentu likwidacji obozu jesienią 1943 roku[11].

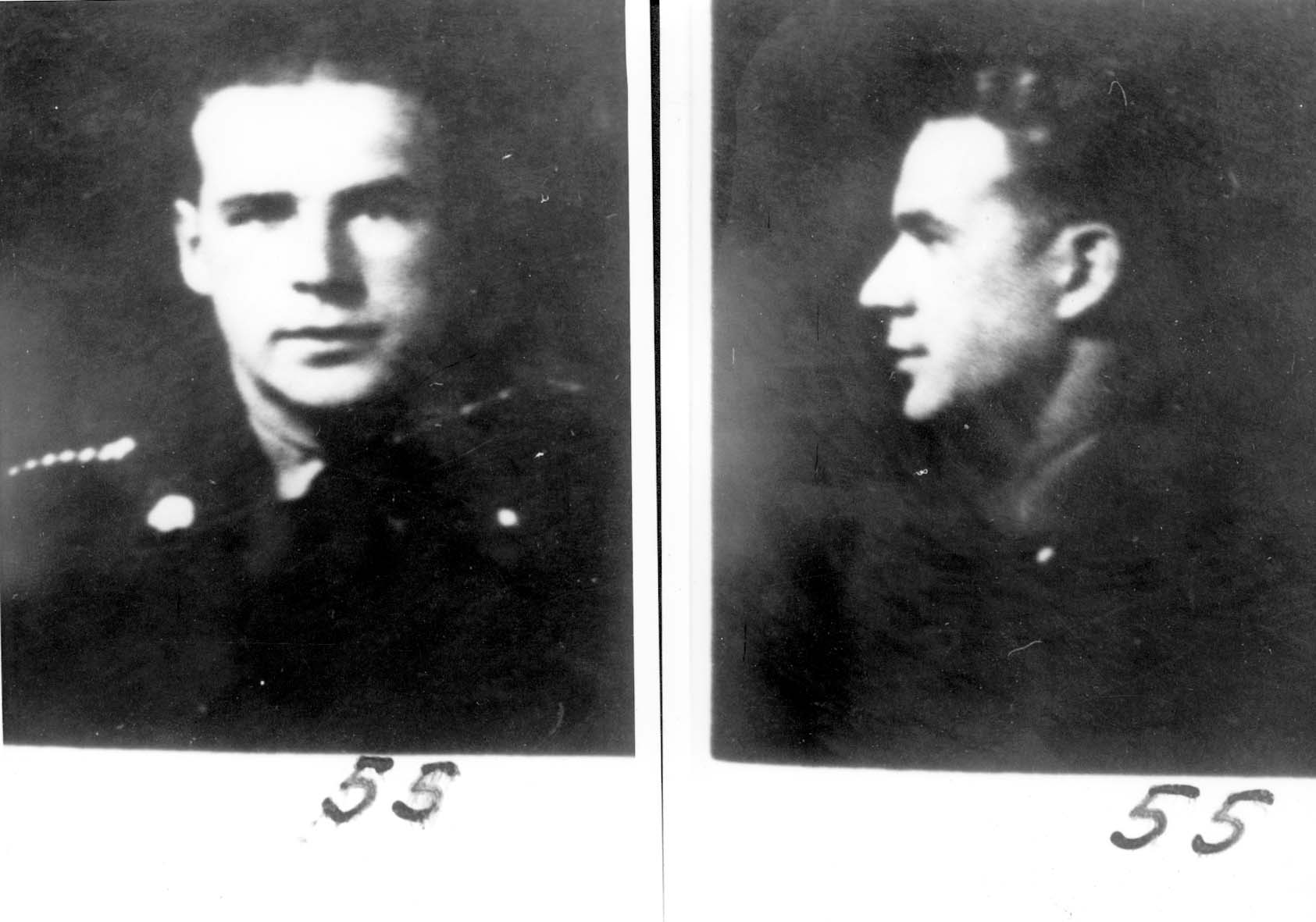
Karl Frenzel, kierownik obozu nr 1

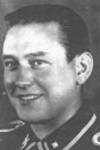
Kurt Bolender, kierownik obozu III

Ważniejsze funkcje kierownicze na terenie obozu pełnili:
- SS-Scharführer Gustav Wagner – z pochodzenia Austriak. Był weteranem akcji T4, podczas której pracował w ośrodkach „eutanazji” w Hartheim i Hadamarze. W Sobiborze służył od kwietnia 1942 roku do grudnia 1943 roku[13]. W publikacjach poświęconych obozowi bywa określany mianem sierżanta kwatermistrza[14], szefa sztabu[15], a nawet zastępcy komendanta[16]. Odpowiadał za bieżące funkcjonowanie obozu[14][17], przeprowadzał także selekcje na rampie[13]. Z powodu swej przebiegłości i wyjątkowego okrucieństwa był najbardziej znienawidzonym i budzącym największy strach spośród wszystkich esesmanów w Sobiborze[13][15]. Wiosną 1943 roku został awansowany do stopnia Oberscharführera[13].
- SS-Hauptscharführer Johann Niemann – w latach 1934–1941 służył w kilku obozach koncentracyjnych, uczestniczył także w akcji T4. Jako członek personelu akcji „Reinhardt” służył początkowo w obozie zagłady w Bełżcu. W styczniu 1943 roku został przeniesiony do Sobiboru[18], gdzie objął stanowisko zastępcy komendanta[19]. Wiosną tegoż roku awansowano go do stopnia SS-Untersturmführera. Został zabity przez więźniów w czasie powstania 14 października 1943 roku[18].
- SS-Scharführer Bruno Weiss – weteran akcji T4, w Sobiborze służył od kwietnia 1942 roku. W pierwszym okresie działalności obozu był kierownikiem tzw. obozu I, czyli strefy mieszkalnej dla żydowskich więźniów. Później został przeniesiony do obozu III, będącego obszarem zagłady[20].
- SS-Oberscharführer Karl Frenzel – weteran akcji T4, w Sobiborze służył od kwietnia 1942 roku do momentu jego ostatecznej likwidacji. Zastąpił Bruno Weissa na stanowisku kierownika obozu I. Wspólnie z Gustavem Wagnerem przeprowadzał selekcje na rampie. Cieszył się opinią jednego z najokrutniejszych esesmanów w Sobiborze. Po buncie więźniów, jako najwyższy rangą z ocalałych Niemców, na krótko przejął dowodzenie nad obozową załogą[21].
- SS-Oberscharführer Rudolf Beckmann – weteran akcji T4, w Sobiborze służył od kwietnia 1942 roku. Pełnił służbę w obozie II, gdzie nadzorował sortownie, magazyny oraz zagrody zwierzęce[22]. Został zabity przez więźniów w czasie powstania 14 października 1943 roku[23].
- SS-Oberscharführer Kurt Bolender – weteran akcji T4, w Sobiborze służył od kwietnia do lipca 1942 roku[24]. Był kierownikiem obozu III, w którym znajdowały się komory gazowe i masowe groby. Przez pewien czas miał także dowodzić kompanią wachmanów[25]. Do Sobiboru powrócił na krótko jesienią 1943 roku, aby wziąć udział w likwidacji obozu[24].
- SS-Oberscharführer Erich Bauer – weteran akcji T4, w Sobiborze służył od kwietnia 1942 roku. Odpowiadał za funkcjonowanie komór gazowych[23]. Z tego powodu ochrzczono go przydomkami Bademeister („mistrz kąpieli”) i Gasmeister („mistrz gazu”)[26]. Jesienią 1942 roku zastąpił Kurta Bolendera na stanowisku kierownika obozu III[25].
- SS-Oberscharführer Alfred Ittner – weteran akcji T4, w Sobiborze służył od kwietnia do końca lipca 1942 roku. Przez pierwszych pięć tygodni kierował obozową administracją[27]. W czasie przyjmowania transportów urzędował w „kasie” na terenie obozu II, gdzie odbierał prowadzonym na śmierć Żydom pieniądze i kosztowności[28][29]. Później został przeniesiony do obozu III, gdzie nadzorował więźniów, którzy wyrywali ofiarom złote zęby i przenosili zwłoki do masowych grobów[28].
- SS-Untersturmführer Herbert Floß – pełnił służbę w KL Buchenwald, później uczestniczył w akcji T4. W czasie akcji „Reinhardt” służył przede wszystkim w Sobiborze[30]. Po przeniesieniu Alfreda Ittnera do obozu III zastąpił go jako „kasjer” w obozie II[29][30]; według Chrisa Webba przez pewien czas pełnił także funkcję zastępcy komendanta[31]. Z czasem stał się ekspertem akcji „Reinhardt” do spraw kremacji ludzkich zwłok. W latach 1942–1943 nadzorował wydobycie i spalenie setek tysięcy ciał pogrzebanych w masowych grobach na terenie obozów w Bełżcu, Sobiborze i Treblince[30][32].
- SS-Scharführer Hans-Heinz Schütt – weteran akcji T4, w Sobiborze służył od końca kwietnia do połowy sierpnia 1942 roku[33]. Był kierownikiem obozowej administracji[34]. Odpowiadał m.in. za wypłatę żołdu, a w czasie przyjmowania transportów urzędował w „kasie” na terenie obozu II[29][33][35].
- SS-Scharführer Erich Lachmann – z zawodu policjant, służył jako instruktor w obozie szkoleniowym SS w Trawnikach[36]. W Sobiborze był dowódcą straży i przełożonym wszystkich wachmanów. Jesienią 1942 roku z powodu niekompetencji został pozbawiony stanowiska i usunięty z obozu[37].
- SS-Oberscharführer Siegfried Graetschus – pełnił służbę w obozach w Sachsenhausen, Bełżcu i Treblince. We wrześniu 1942 roku został przeniesiony do Sobiboru, gdzie zastąpił Lachmanna na stanowisku dowódcy straży i przełożonego wachmanów. Został zabity przez więźniów w czasie powstania 14 października 1943 roku[38].
- SS-Untersturmführer Paul Rost – weteran akcji T4, w Sobiborze służył od kwietnia 1942 roku do maja 1943 roku. Według Chrisa Webba był pierwszym esesmanem, który pełnił funkcję zastępcy komendanta obozu. Miał także nadzorować sortowanie zagrabionych przedmiotów w obozie II oraz być informatorem komendy obozu wśród członków niemieckiego personelu[39].
- SS-Oberscharführer Hermann Michel – weteran akcji T4, w Sobiborze służył od kwietnia do listopada 1942 roku[18]. Był przyjacielem komendanta Stangla[18], niektóre źródła podają, że pełnił funkcję jego zastępcy[16]. Służył w obozie II, a jego zadaniem było uspokajanie Żydów prowadzonych do komór gazowych. Zazwyczaj wygłaszał krótkie przemówienie, w którym zapewniał ofiary, że po „kąpieli i dezynfekcji” będą mogły udać się na kwatery lub kontynuować podróż na Ukrainę[18][40]. Więźniowie zwali go „kaznodzieją”[40].

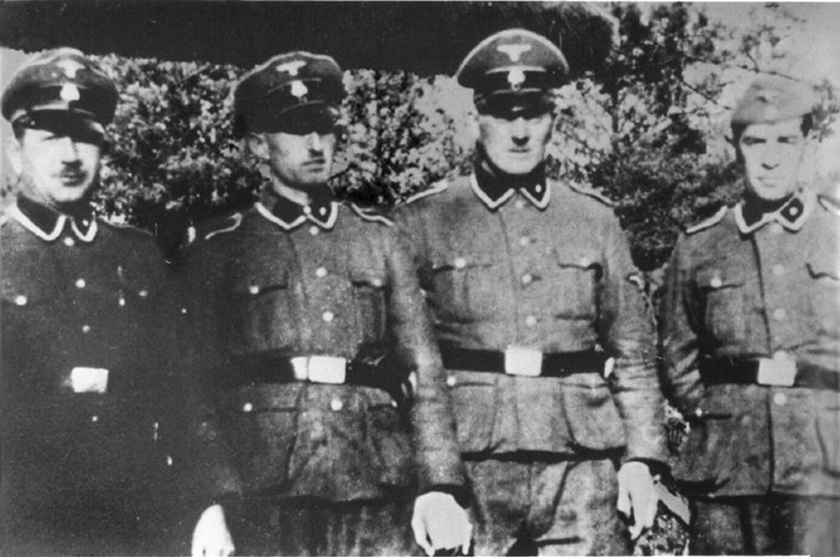
Paul Bredow (pierwszy z lewej) w czasie gdy pełnił służbę w obozie zagłady w Treblince

Ponadto w skład niemieckiego personelu wchodzili między innymi:
- SS-Oberscharführer Paul Bredow – weteran akcji T4[24], w Sobiborze służył od kwietnia 1942 roku do wiosny 1943 roku[12]. Kierował tzw. lazaretem, czyli odpowiadał za rozstrzeliwanie Żydów, którzy nie byli w stanie dojść o własnych siłach do komór gazowych[24][12].
- SS-Scharführer Arthur Dachsel – weteran akcji T4, służył w obozie zagłady w Bełżcu, z którego w lipcu 1942 roku został przeniesiony do Sobiboru. Nadzorował „komando leśne”. Został zapamiętany jako jeden z najmniej brutalnych członków obozowej załogi[41].
- SS-Oberscharführer Werner Dubois – pełnił służbę w KL Sachsenhausen, później uczestniczył w akcji T4. Jako członek personelu akcji „Reinhardt” służył początkowo w obozie zagłady w Bełżcu. Po jego likwidacji został przeniesiony do Sobiboru[42] (przełom czerwca i lipca 1943 roku). Nadzorował „komando leśne”[43] oraz zbrojownię[19].
- SS-Oberscharführer Anton Getzinger – weteran akcji T4, w Sobiborze przebywał od kwietnia 1942 roku. Pełnił służbę w obozie III. Zginął w wypadku z bronią na kilka tygodni przed buntem więźniów[44].
- SS-Oberscharführer Hubert Gomerski – weteran akcji T4, w Sobiborze służył od kwietnia 1942 roku. Początkowo dowodził pododdziałem wachmanów, następnie służył w obozie III[44]. Był uważany za jednego z najokrutniejszych esesmanów w Sobiborze[45]. Jednym z jego zadań było wyszukiwanie Żydów niezdolnych dojść o własnych siłach do komór gazowych, a następnie przewożenie ich kolejką wąskotorową na miejsce egzekucji[45][46]. W późniejszym okresie nadzorował „komando leśne” oraz więźniów pracujących w obozie IV[38].
- SS-Scharführer Ferdinand Gromer – weteran akcji T4, w Sobiborze służył od sierpnia 1942 roku. Pełnił funkcję kucharza, a jednocześnie służył w obozie III oraz sporadycznie nadzorował „komando leśne”. Był alkoholikiem i z tego powodu został usunięty z obozu[38].
- SS-Unterscharführer Paul Groth – weteran akcji T4, służył w obozie zagłady w Bełżcu, z którego w kwietniu 1942 roku został przeniesiony do Sobiboru. Pełnił służbę w obozie II, gdzie nadzorował więźniów sortujących zrabowaną odzież i przedmioty. Był uważany za jednego z najokrutniejszych esesmanów w Sobiborze[47]. Z czasem nawiązał jednak romans z żydowską więźniarką, pod której wpływem zaczął łagodniej traktować więźniów[48]. Gdy związek ten wyszedł na jaw, dziewczynę rozstrzelano, a Grotha w grudniu 1942 roku przeniesiono z powrotem do Bełżca[47][48].
- SS-Unterscharführer Franz Hödl – weteran akcji T4, w Sobiborze służył od października 1942 roku do momentu ostatecznej likwidacji obozu. Pełnił służbę w obozie III, gdzie był jednym z operatorów silnika, który dostarczał spaliny do komór gazowych. Był także szoferem komendanta Reichleitnera[49].
- SS-Unterscharführer Johann Klier – weteran akcji T4, w Sobiborze służył od sierpnia 1942 roku. Nadzorował obozową piekarnię, a także więźniów sortujących i pakujących obuwie w obozie II. Był jednym z nielicznych esesmanów, którzy traktowali więźniów stosunkowo łagodnie[50].
- SS-Scharführer Kurt Richter – weteran akcji T4, służył w obozie zagłady w Treblince, z którego w październiku 1942 roku został przeniesiony do Sobiboru. Nadzorował kuchnię i niemieckie kasyno. Uczestniczył także w przewożeniu ofiar niezdolnych do poruszania się o własnych siłach z rampy kolejowej na miejsce egzekucji oraz nadzorował „fryzjerów”, którzy obcinali włosy kobietom prowadzonym do komór gazowych[31].
- SS-Scharführer Karl Steubl – weteran akcji T4, w Sobiborze służył od kwietnia 1942 roku do momentu ostatecznej likwidacji obozu. Nadzorował więźniów sortujących odzież w obozie II[51].
- SS-Scharführer Josef Vallaster – weteran akcji T4, służył w obozie zagłady w Bełżcu, z którego w kwietniu 1942 roku został przeniesiony do Sobiboru. Pełnił służbę w obozie III. Jednym z jego zadań było kierowanie kolejką wąskotorową, którą przewożono nad masowe groby Żydów niezdolnych do poruszania się o własnych siłach. Został zabity przez więźniów w czasie powstania 14 października 1943 roku[52].
- SS-Unterscharführer Heinrich Unverhau – weteran akcji T4, służył w obozie zagłady w Bełżcu, z którego latem 1943 roku został przeniesiony do Sobiboru. Nadzorował więźniów uprzątających plac-rozbieralnię w obozie II oraz pracujących w jednej z tamtejszych sortowni. Następnie został odkomenderowany kolejno do Bełżca i Treblinki. Do Sobiboru wrócił w listopadzie 1943 roku, aby wziąć udział w likwidacji obozu. Jego zadaniem było sadzenie młodych drzewek na terenie poobozowym[53].
- Franz i Josef Wolfowie – obaj bracia byli weteranami akcji T4, w Sobiborze służyli od marca 1943 roku. Franz pełnił służbę w sortowniach w obozie II oraz w baraku, w którym obcinano włosy kobietom prowadzonym do komór gazowych. Ponadto sporadycznie nadzorował „komando leśne”. Josef również pełnił służbę w sortowniach. Został zabity przez więźniów w czasie powstania 14 października 1943 roku[54].

Innymi Niemcami, którzy odegrali znaczącą rolę w historii obozu, byli:
- SS-Obersturmführer Christian Wirth – z zawodu policjant, jeden z głównych wykonawców akcji T4, pierwszy komendant ośrodka zagłady w Bełżcu, inspektor obozów zagłady akcji „Reinhardt”[55]. W Sobiborze pojawił się m.in. w kwietniu 1942 roku, na krótko przed uruchomieniem obozu. Obserwował wówczas „eksperymentalne” zagazowanie grupy żydowskich więźniów[56][57].
- SS-Obersturmführer Richard Thomalla – wczesną wiosną 1942 roku nadzorował budowę ośrodka zagłady w Sobiborze. Wcześniej brał udział w budowie obozu w Bełżcu, a niedługo po zakończeniu pracy w Sobiborze powierzono mu nadzór nad budową obozu zagłady w Treblince[58][59].
- SS-Hauptsturmführer Gottlieb Hering – z zawodu policjant, weteran akcji T4. W sierpniu 1942 roku zastąpił Christiana Wirtha na stanowisku komendanta obozu zagłady w Bełżcu. W maju 1943 roku, gdy prace związane z likwidacją Bełżca były już na ukończeniu, objął stanowisko komendanta obozu pracy w Poniatowej. W listopadzie 1943 roku nadzorował likwidację obozu w Sobiborze[60].
- SS-Hauptscharführer Lorenz Hackenholt – pełnił służbę w KL Sachsenhausen, później uczestniczył w akcji T4. W czasie akcji „Reinhardt” stał się ekspertem do spraw budowy i obsługi komór gazowych. Jesienią 1942 roku wraz z Erwinem Lambertem odpowiadał za budowę nowych komór gazowych w Sobiborze. Wcześniej zaprojektował nowe komory gazowe w obozach w Bełżcu i Treblince oraz nadzorował ich budowę[61].
- SS-Unterscharführer Erwin Lambert – w czasie akcji T4 i akcji „Reinhardt” był specjalistą do spraw budowlanych[62]. Jesienią 1942 roku wraz z Lorenzem Hackenholtem nadzorował budowę nowych komór gazowych w Sobiborze. Wcześniej obaj wykonali to samo zadanie w Treblince[63][64].
- SS-Unterscharführer Erich Fuchs – weteran akcji T4, z zawodu mechanik samochodowy. W obozach zagłady akcji „Reinhardt” zajmował się m.in. technicznymi aspektami funkcjonowania komór gazowych[65]. Na początku kwietnia 1942 roku pojawił się w Sobiborze, gdzie wraz z Erichem Bauerem zainstalował silnik spalinowy w komorach gazowych. Następnie wziął udział w pierwszym eksperymentalnym gazowaniu ofiar[57][66].

## Wachmani

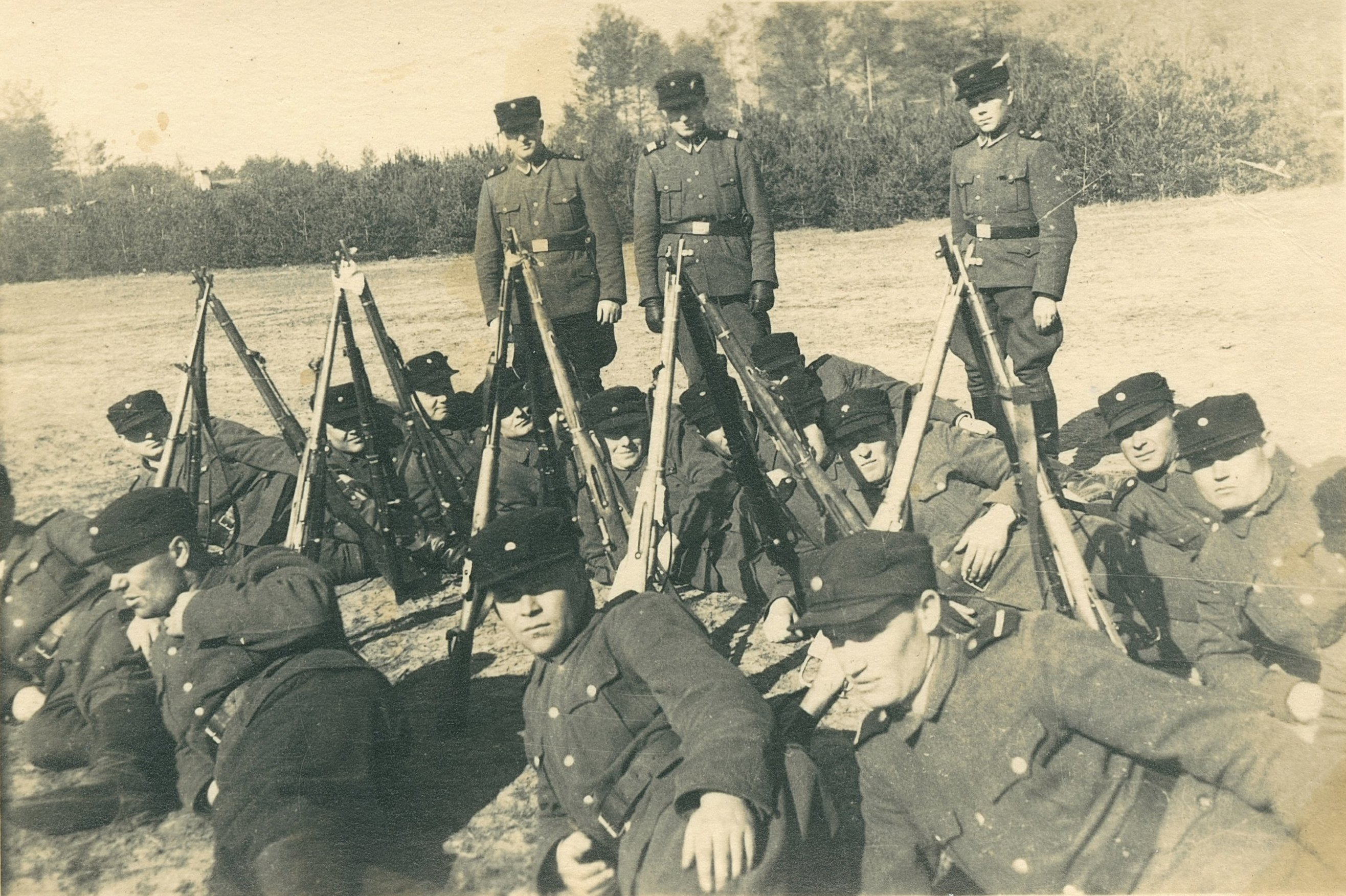
Grupa wachmanów z załogi Sobiboru

Niemiecki personel wspomagała około 120-osobowa kompania strażników (wachmanów). Rekrutowali się oni spośród tzw. Trawniki-Männer, czyli wschodnioeuropejskich kolaborantów przeszkolonych w obozie SS w Trawnikach. W większości byli to sowieccy jeńcy wojenni, którzy z rozmaitych względów zgodzili się przejść na służbę niemiecką. Często przyjmuje się, że większość wachmanów była narodowości ukraińskiej. W rzeczywistości Niemcy starali się rekrutować do oddziałów z Trawnik przede wszystkim sowieckich volksdeutschów, a obok Ukraińców także przedstawicieli innych nierosyjskich narodów ZSRR. Z powodu braku rekruta nierzadko zdarzało się, że do oddziałów z Trawnik rekrutowano rodowitych Rosjan. 
Wachmani nosili początkowo przedwojenne polskie mundury przefarbowane na kolor czarny. Później ubierano ich w zdobyczne mundury belgijskie. Zdarzało się przy tym, że mieli na sobie elementy jednego i drugiego umundurowania. Byli uzbrojeni w karabiny, zazwyczaj zdobyczne sowieckie. Niekiedy wydawano im także broń automatyczną. Tym, którzy znali język niemiecki, a więc zazwyczaj volksdeutschom, powierzano stanowiska dowódców pododdziałów (Gruppenzugwachmann i Zugwachmann). 
Wachmani pełnili straż w obozie i na jego obrzeżach, nadzorowali żydowskich więźniów – w tym na rozkaz Niemców wykonywali wyroki śmierci lub wymierzali kary fizyczne, uczestniczyli w przyjmowaniu transportów i pędzeniu Żydów do komór gazowych, wykonywali niektóre prace fizyczne. Podobnie jak w przypadku personelu niemieckiego, skład kompanii wartowniczej podlegał częstej rotacji. Marek Bem przypuszcza, że w różnych odstępach czasu w Sobiborze służyło około czterystu wachmanów. Do 2017 roku historykom udało się ustalić nazwiska 128 strażników. Wiadomo, że najwyższym rangą spośród nich był Iwan Klatt. Silnik, którego spaliny służyły do gazowania ofiar, obsługiwał Emil Kostenkow. Jednym z wachmanów był Iwan Demianiuk.
Niemiecki personel traktował wachmanów z nieufnością i wyraźnym dystansem. Stało się to widoczne zwłaszcza w 1943 roku, gdy klęski Wehrmachtu na froncie wschodnim poważnie nadszarpnęły morale strażników. Wobec przypadków dezercji broń zaczęto wydawać tylko tym wachmanom, którzy aktualnie pełnili służbę wartowniczą. Co więcej, otrzymywali oni niewielką ilość amunicji, niekiedy zaledwie 5 nabojów na osobę.